# Системи перемикання швидкостей

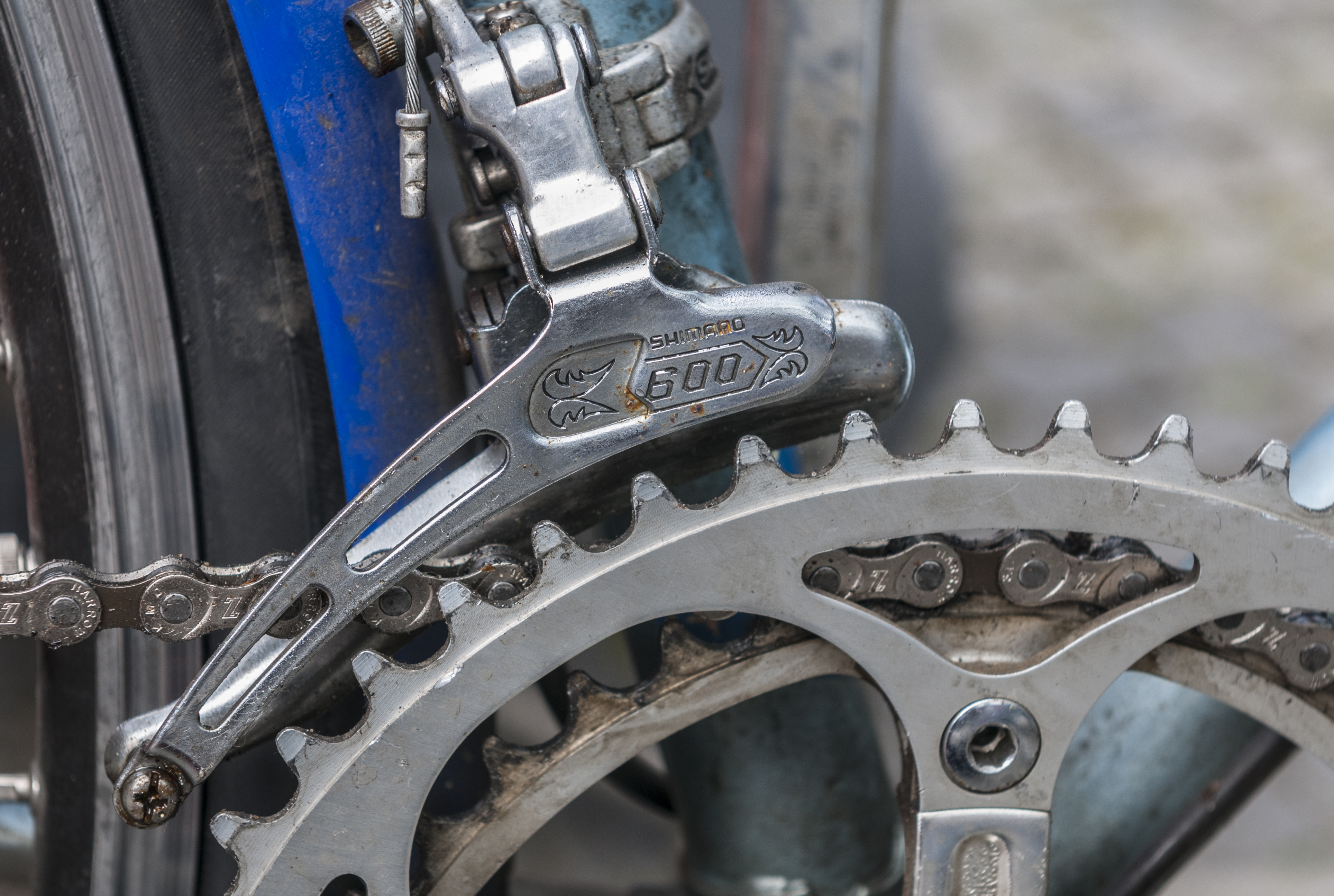
Система переднього перемикача Shimano 600 (1980)

Системи перемикання передач з варійованими коефіцієнтом передачі часто використовуються на велосипедах, і складається з ланцюга, кількох зірочок різних розмірів, і механізму, який переміщує ланцюг з однієї зірки на іншу. Незважаючи на назву зірочки поміж велосипедистів, згідно загальної механічної термінології вони мають називатися шестернями, оскільки вони керують або керуються ланцюгом, і не взаємодіють безпосередньо одна з одною.
Зазвичай, сучасні передні і задні перемикачі складаються з рухомого напрямного для ланцюга, який дистанційно керується за допомогою тросика прикріпленого до манетки, яку встановлюють на кермо, нижню трубу, або на винос керма. Коли велосипедист керує важелем під час педалювання, зміна натягу троса переміщує напрямну ланцюга в сторони, і перекидає ланцюг на сусідні зірочки.

## Історія

Трансмісія сучасного дорожнього велосипеда з переднім і заднім перемикачами

Різні системи перемикачів проектувалися і виготовлялися в кінці 19 століття. Один із прикладів є мінливий двошвидкісний перемикач доступний на безпечному велосипеді Уипета. Французький велосипедний турист, письменник і промоутер велоспорту — Поль-де-Vivie (1853—1930), який підписувався під ім'ям Vélocio, винайшов задній перемикач на дві швидкості в 1905 році, який він використовував для походів в Альпи.
Деякі ранні конструкції використовуються стрижні для переміщення ланцюга на різні зірочки. У 1928 році світу представили «Супер Чемпіонські зірочки» (або «Osgear») від компанії, яку заснував гонщик-чемпіон Оскар Еґґ, так само, як і винахід Вітторія Маргарита; обидві розробки використовували важелі, встановлені на пір'ях рами разом із одноважелевим механізмом натягування ланцюга, змонтованого поруч або на нижній трубі. Проте, як ці системи, так і система стрижневого приводу Кампаньоло Камбіо Корса в кінцевому результаті були замінені паралелограмними перемикачами.
У 1937 році, систему перемикачів було введена на Тур де Франсі, яка дозволяла гонщикам перемикати передачі, не знімаючи колеса. До цього гонщикам було необхідно спішитися, для того, щоб розвернути заднє колесо із режиму спокійної їзди, на режим подолання підйомів. Перемикачі не стали поширеним обладнанням для дорожніх перегонів до 1938 року, допоки компанія Simplex не представила систему перемикання із тросиком.
У 1949 році компанія Campagnolo представила Gran Sport — покращену версію вже існуючого, але також комерційно успішного, заднього паралелограмного перемикача із кабельним приводом.
У 1964 році, компанія SunTour винайшли задній перемикач типу косого паралелограму, що дозволило розміщувати на ходовому шківу зірочки різного розміру на однаковій відстані одна від одної, в результаті чого полегшилося перемикання. Після закінчення дії патенту інші виробники перейняли цей дизайн, принаймні, на їхні більш досконалі моделі, і «косий паралелограм» залишається актуальною моделлю заднього перемикача.
До 1990-х років уже багато виробники зробили перемикачі, у тому числі Simplex, Huret, Galli, Mavic, Gipiemme, Zeus, Suntour, і Shimano. Проте, успішне впровадження і просування індексованого перемикача від Shimano у 1985 році, потребувало сумісної системи важелів переключення, системи перемикачів, зірочок, ланцюгових роликів, ланцюга, тросиків, і системи прокладки тросиків.
На сьогодні є три основні виробники перемикачів: Campagnolo, Shimano, і SRAM. Італійська компанія Campagnolo випускають перемикачі тільки шосейних велосипедів, компанія Shimano перемикачі для шосейних і  гірських велосипедів. Американський виробник SRAM залишається на третьому місці, спеціалізувався на перемикачах для гірських велосипедів, але у 2006 році вони представили систему перемикання для шосейних велосипедів.

## Сучасні типи перемикачів
Основне нововведення з того часу стало перехід від фрикційного до фіксованого перемикання передач і поступове нарощення кількості передач. У фрикційному перемикачі, велосипедист спочатку переміщує важіль так, щоб ланцюг зміг перейти на наступну зірочку, а потім регулює важіль трохи до центру, щоб встановити ланцюг на зірці. Фіксований перемикач оснащений фіксатором, або храповим механізм, який зупиняє важіль, а також тросик і перемикач після переміщення на певну відстань при одному натисканні або спуску важеля перемикача передач. Фіксований перемикач потребує повторного калібрування, після певного часу коли кабелі розтягуються, або при пошкодженні чи замінені деталей. На шосейних велосипедах  у 2000 році з'явилися задні касети на 10 зірочок, і у 2009 році на 11. Більшість сучасних гірських велосипедів мають дві або три передні зірки спереду, хоча набувають популярності також велосипеди з однією зіркою. Більшість шосейних (дорожних) велосипедів мають дві зірки, і турингові (туристичні) зазвичай мають три.

### Задні перемикачі

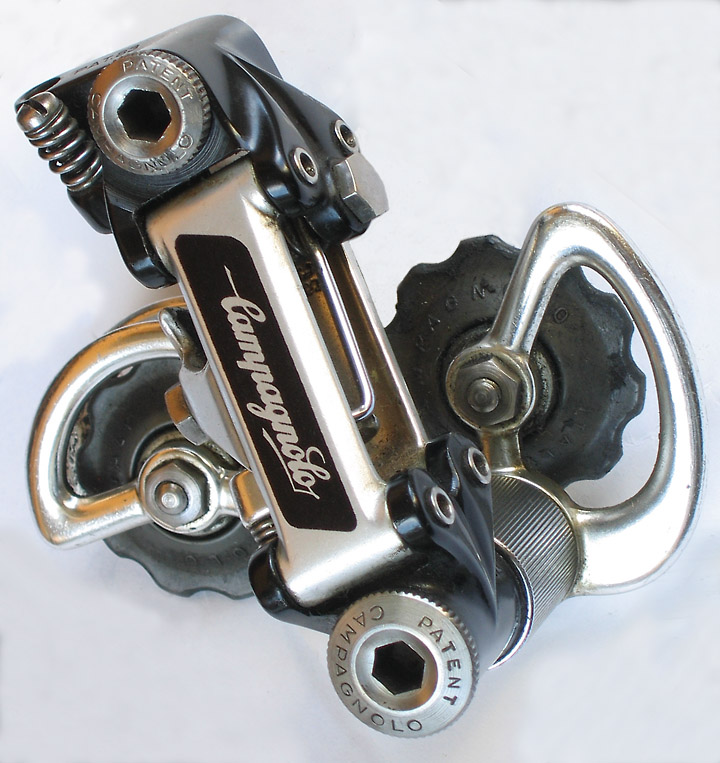
Задній перемикач Campagnolo Super Record (1983)

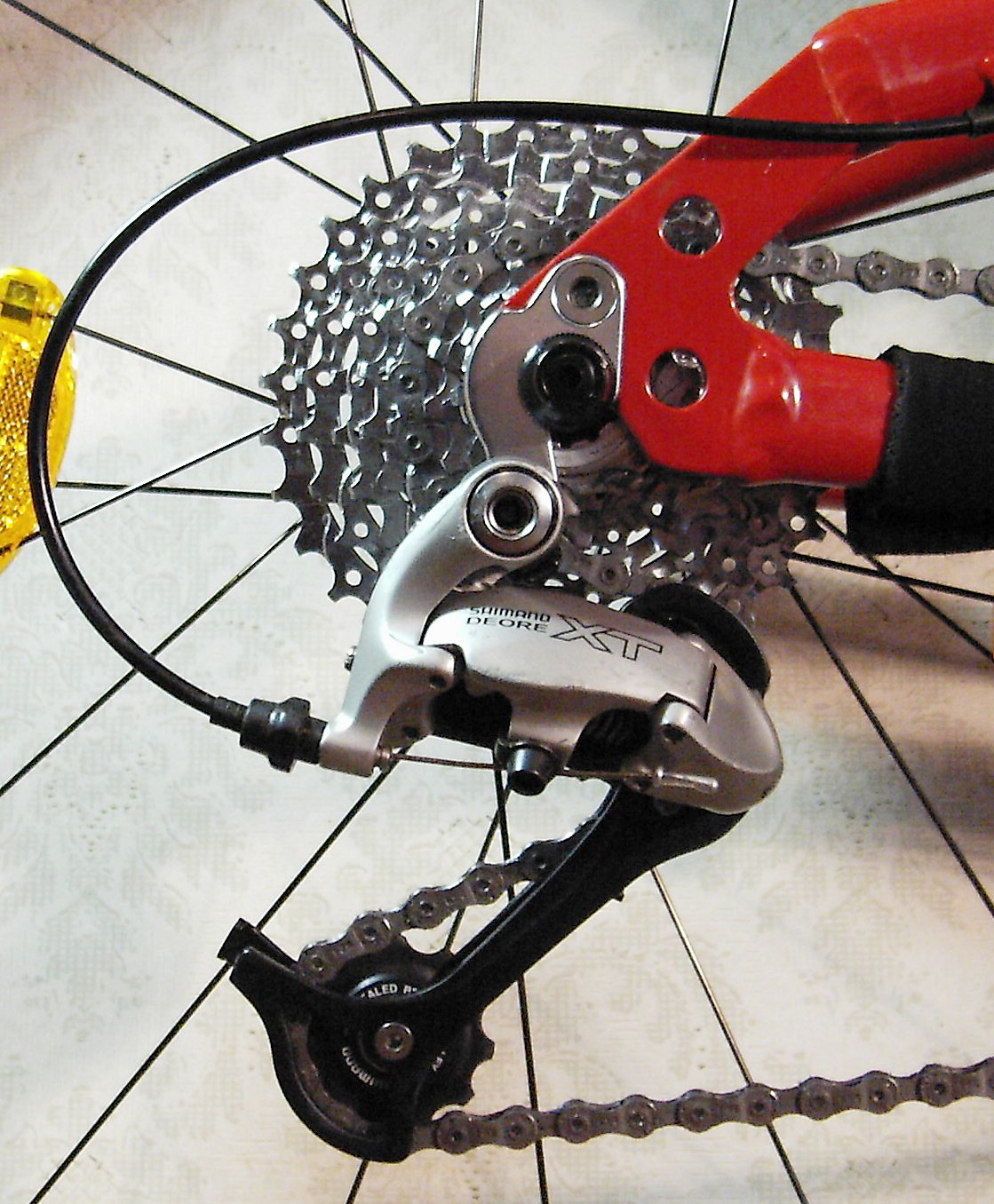
Задній перемикач Shimano XT на гірському велосипеді

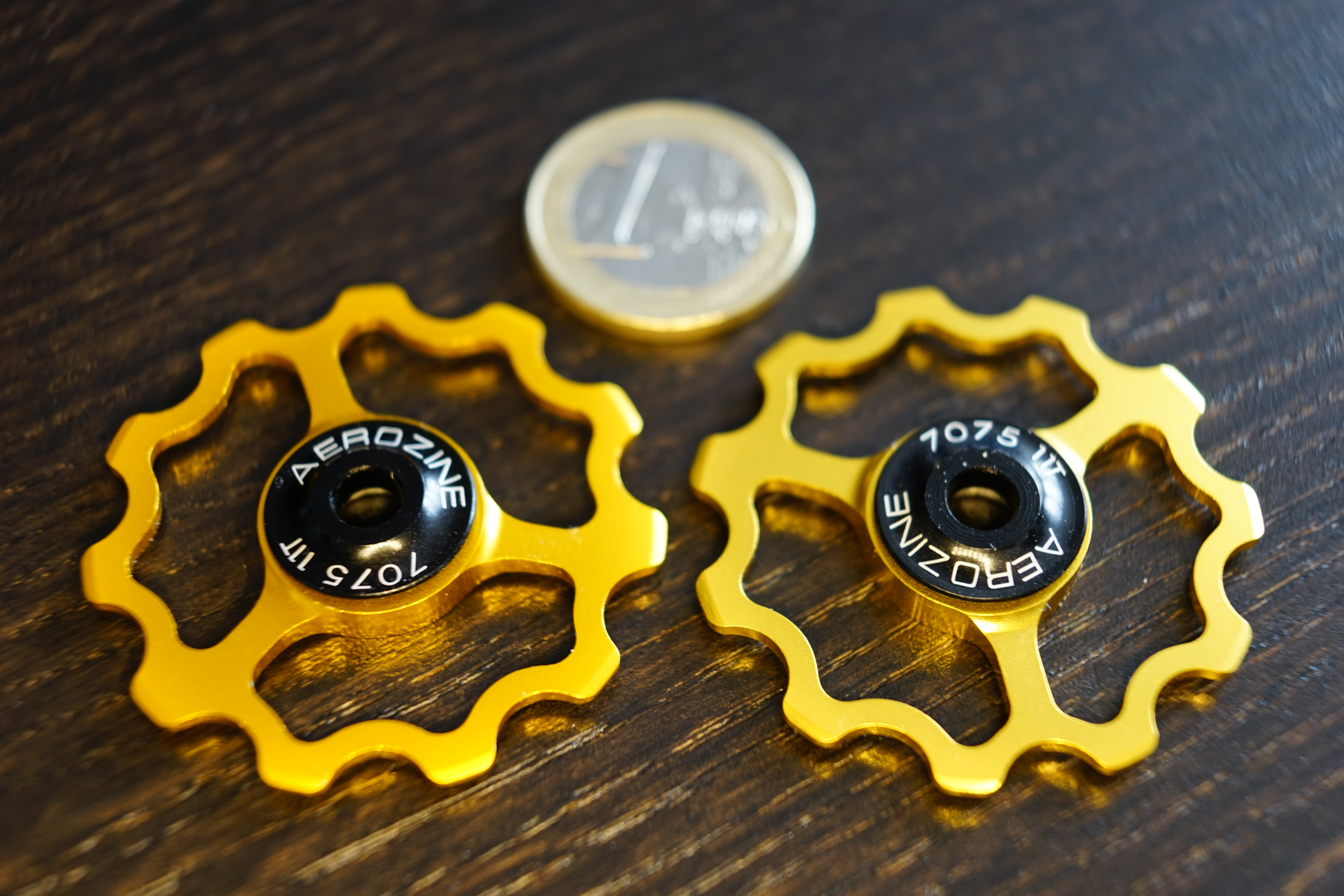
Ролики заднього перемикача

Задній перемикач виконує дві функції: переміщує ланцюг між задніми зірочками і запобігає провисанню ланцюга, яке можливе після переміщення ланцюга на меншу зірочку ззаду або спереду. Для того, щоб виконувати другу функцію, задній перемикач розташовується внизу ланцюга, де він прослаблений. Іноді на велосипедах із однією швидкістю встановлюють задній перемикач виключно як механізм натягування ланцюга, якщо натяг неможливо виконати іншими методами.

#### Конструкція
Хоча існують варіанти, як буде вказано зазначено нижче, але задні перемикачі мають кілька загальних компонентів. У них є рама, на якій розташовані двох ролики напрямної із S-подібним візерунком пролягання ланцюга. Ролики відомі як жокейний або напрямний ролик (верхній) і натяжний ролик (нижній). Як правило, позиціювання рамки здійснюється за допомогою паралелограмного механізму, який розташовує ланцюг точно навпроти необхідної зірочки і витримує необхідний натяг ланцюга, гойдаючи його взад і вперед. Рама може нахилятися у своїй площині відносно осі, а підпружинений кінець запобігає провисанню ланцюга. Інший кінець важеля кріпиться до опорної точки, розташованої на рамі велосипеда. Рука механізму повертається відносно цієї точки так, щоб підтримувати рамку на практично однаковій відстані від різнорозмірних зірочок. Механізм заднього перемикача може містити один або кілька регулювальних гвинтів, які контролюють величину допустимого бокового зміщення  і натяг пружини.
Компоненти можуть бути виготовлені з алюмінієвого сплаву, сталі, пластику або композиту вуглецевого волокна. Опорні точки можуть бути на втулках або шарикопідшипниках. Вони вимагають помірного змащування.

#### Розслаблене положення
Задні перемикачі типу вищий нормаль, або топовий нормаль, переміщують ланцюг на найменшу зірочку касети, за відсутності натягу тросика. Це звичайний шаблон, якого дотримуються Shimano на більшості перемикачів гірських велосипедів, і на всіх перемикачах від SRAM і Campagnolo. За такої схеми перемикач спрощує перемикання з більшої на меншу зірочку. У велосипедних змаганнях швидкість перемикання на більшу швидкість надають гонщикам певні переваги.
На задніх перемикачах типу низька нормаль, або швидкий підйом, ланцюг переходить на велику зірочку касети, коли немає натяга тросика. Раніше це був звичайний дизайн для задні перемикачів, але у наш час це велика рідкість. У гірських велосипедах і позашляховому велоспорті, найбільш важливою процедурою є перекидання ланцюга на більшу зірочку, коли гонщики мають подолати перешкоду або складний поворот під час педалювання із навантаженням. Цей тип перемикача забезпечує перевагу в порівнянні з перемикачами типу вищий нормаль, тому що перемикання передачі на нижчу відбуваються в напрямку навантаження пружини, і робить легим переключення на нижчі передачі під час збільшення навантаження.

#### Довжина рамки
Відстань між верхнім і нижнім роликами заднього перемикача відома як довжина рамки. Довжина рамки, в поєднанні з розміром блоку, визначають здатність перемикачакомпенсувати  провисання ланцюга. Довжина рамки визначає загальну ємність перемикача, тобто різницю найбільшого і найменшого кільця ланцюга, а також розмір різниці між найбільшою і найменшою зірочками комбінованих касет. Більша різниця потребує довшої рамки. Типові крос-кантрійні гірські велосипеди з трьома передніми зірками оснащуються довгими рамками заднього перемикача. Шосейні велосипеди з двома передніми зірками і невеликою різницею зубів можуть працювати як із короткими, так і довгими рамками перемикача, але кращу роботу перемикача забезпечить коротка рамка перемикача.
Переваги коротшої рамки:
- краще відпрацьовуються перемикання передач завдяки збільшеній жорсткості паралелограма
- краще перемикання передач з хорошим важелем перемикача
- зменшення зазорів
- зменшується небезпека зачепитися спицями
- невелике зменшення ваги.

#### Розташування рамки
Існує як мінімум два методи, які використовуються у задніх перемикачах для дотримання необхідної відстані між верхнім роликом і необхідною зірочкою під час переміщення перемикача  від більшої до меншої зірочки.
- Один із методів, яким користується компанія Shimano, це використовувати натяг ланцюга, щоб повертати рамку. Цей метод має ту перевагу, що відпрацьовує із більшістю наборів зірочок, якщо підібрано ланцюг необхідної довжини. Недоліком є те, що швидке перемикання від малих до більших зірочок одразу на кілька позицій, може призвести до ударів рамки із зірочкою до того, як ланцюг переміститься на велику зірочку і рамки обернеться до необхідного положення.
- Інший метод, який використовує компанія SRAM, полягає в розробити відстань у параллелограмному механізмі самого перемикача. Перевага полягає у тому, що навіть швидке перемикання на кільки швидкостей не може призвести до торкання рамки і зірочок. Недоліком цього методу є те, що з'являється обмеження до розмірів зірочок, які можуть використовуватися з певним перемикачем.

### Передній перемикач

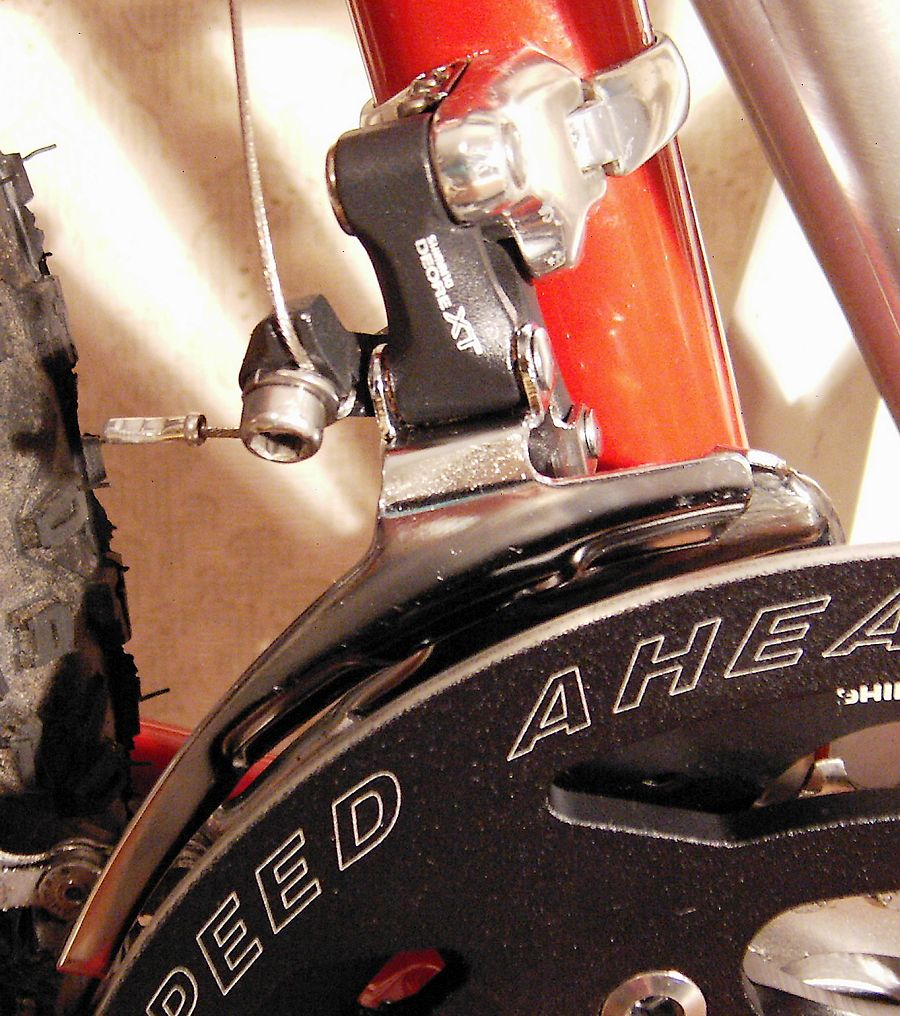
Передній перемикач Shimano XT (на три швидкості, верхня тяга, нижня гойдалка)

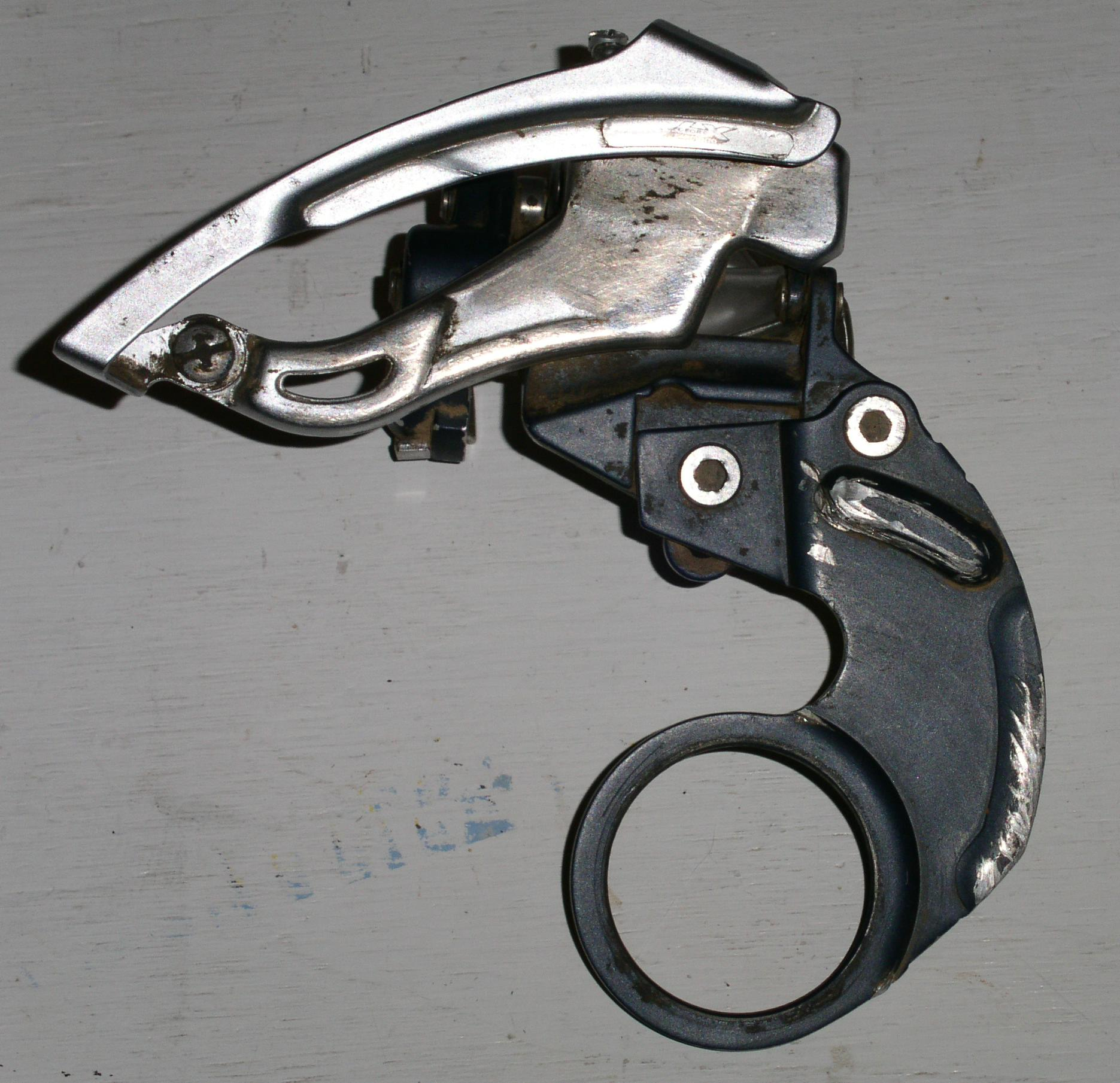
Передній перемикач Shimano E-type (на три швидкості, верхня тяга, верхня гойдалка)

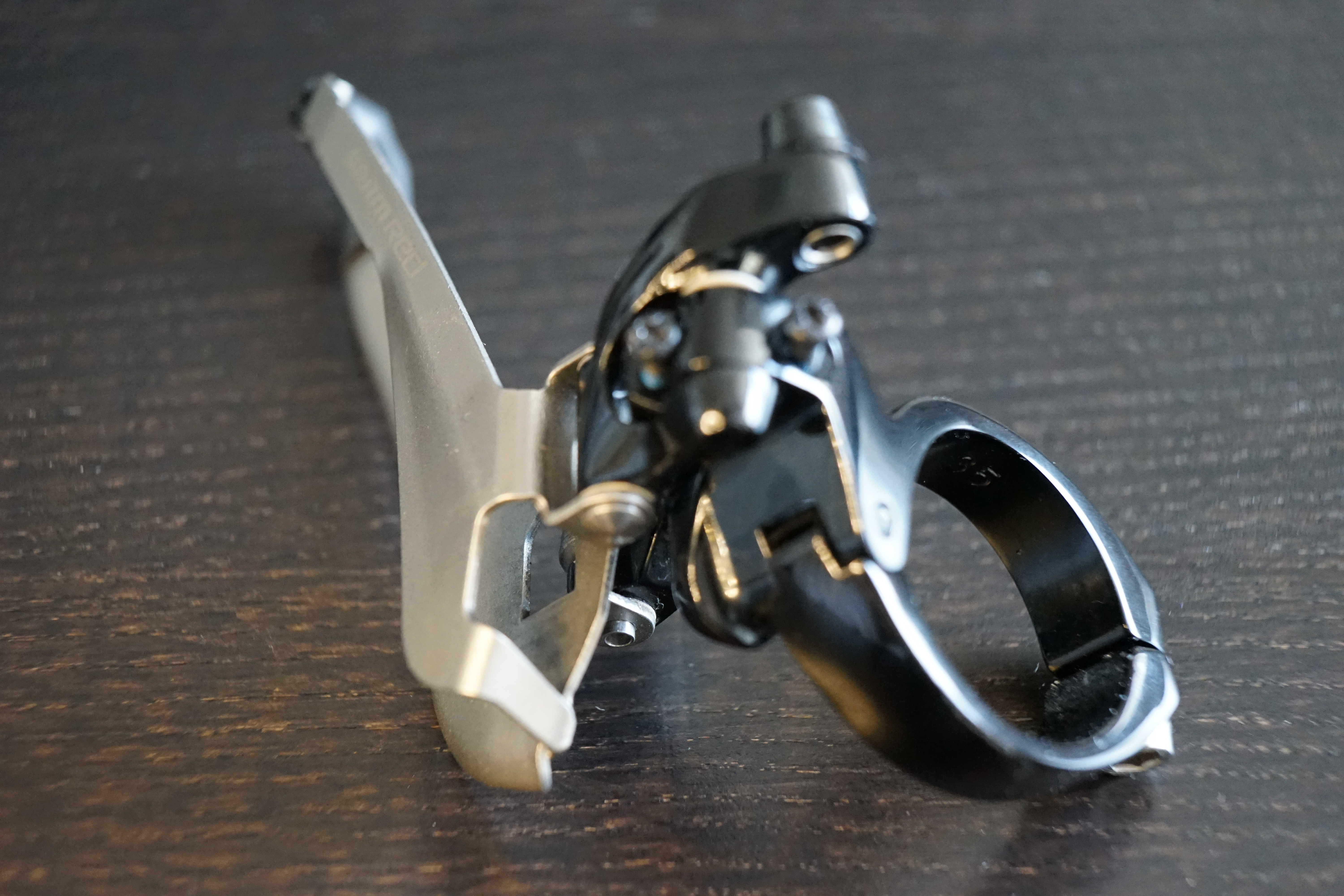
Передній перемикач SRAM Red Black Edition із хомутом

Передній перемикач потрібен тільки для переміщення ланцюга з боку в бік між передніми зірочками, але він працює у верхньому положенні, на тугий ділянці ланцюга. Також він повинен працювати із зірочками великого діапазону розмірів: від 53 до 20 зубів.

#### Конструкція
Як і в задньому перемикачі, у передньому є рамка, через яку проходить ланцюг. На правильно налаштованому перемикачі ланцюг буде доторкнутися до рамки тільки під час перемикання. Рамка утримується на місці за допомогою рухомого кронштейна, який зазвичай реалізується за допомогою паралелограмного механізму, який утримує рамку правильно вирівняним із ланцюгом, як гойдається взад і вперед.
Зазвичай є два регулювальні гвинти, які контролюють допускові межі бокового зсуву.
Компоненти можуть бути виготовлені з алюмінієвого сплаву, сталі, пластику або композитного вуглецевого волокна. Зазвичай опорні точки виконані на втулках, і вимагають помірного змащування.

#### Варіанти прокладення тросиків
нижнє проведенняЗазвичай використовується на шосейних і турингових (туристичних) велосипедах, на них перемикач приводиться у дію тросиками, потягненими знизу. Тросик проводять через верхню або нижню сторону оболонки каретки по напрямних тросика, який перенаправляє тросик до нижніх пер велосипедної рами. На двопідвісних гірських велосипедах також тросики проводять по низу, так як зверху дистанція від кінця верхньої труби до заднього перемикача змінюється під час роботи задніх амортизаторів.
верхнє проведенняЦей тип найчастіше можна зустріти на гірських велосипедах без задньої підвіски. Перемикач приводить у дію тросик, який проведений зверху, зазвичай уздовж верхньої труби рами. Така прокладка проходить по меншій довжині рами, і  відбувається менше перегинів тросика. Також, такий варіант прокладки тримає тросики далі від нижньої частини рами, яка постійно забруднюється в умовах позадоріжжя.
комбінація обохІснує кілька моделей перемикачів, у яких можна використовувати як верхню, так і нижню тягу.

#### Типи рамок переднього перемикача
подвійний (стандартний)
Призначені для використання із системами, які мають дві передні зірочки. Якщо дивитися збоку велосипеда, внутрішні і зовнішні пластини рамки мають приблизно однаковий профіль.
потрійний (Альпійський)
Перемикачі призначені для використання у системах, які мають три зірки, або у системах із двома зірками, які значно відрізняються за розміром. Якщо дивитися з боку велосипеда, внутрішня пластина рамки простягається ближче до валу каретки, ніж зовнішня пластина рамки. Це допомагає зміщувати ланцюг із найменшої зірочки на середню значно легше.

#### Типи гойдалок
нижня гойдалкаРамка перемикача кріпиться до нижньої частини чотириланкового шатуна, яка несе її. Це найпоширеніший тип перемикача.
верхня гойдалкаРамка перемикача кріпиться до верхньої частини чотириланкового механізму. Цей альтернативний механізм був створений як можливість розташувати затискачі рамки перемикача ближче до каретки, і збільшити простір для розташування великих елементів задньої підвіски і також створювати різні форми велосипедної рами. Компактна конструкція верхньої гойдалки перемикача робить його бути менш надійною, у порівнянні із нижньою гойдалкою. Перемикачі із верхньою гойдалкою використовуються тоді, коли неможливо використати перемикачі із верхньою гойдалкою. Альтернативним рішенням може бути використання переднього перемикача типу E-type, який не затискається навколо сидільної труби.

#### Типи кріплення
хомутПереважна більшість передніх перемикачів кріпляться до рами за допомогою хомута на сідлову трубу. Доступні перемикачі з хомутами для кількох різних діаметрів сідлової труби рами. Спостерігається тенденція у виробників виготовляти перемикачі тільки з одним хомутом, а у комплекті додають кілька регулювальних шайб, які надають змогу кріпити хомут на труби різного діаметру.
вбудованіАльтернативою до хомутів є вбудовані кріплення, до яких перемикачі кріпляться болтовим з'єднанням у відповідних точках на сідловій трубі рами. Це дозволяє уникнути проблеми із різними розмірами хомутів, але потребує або перемикача з відповідним кріпленням, або хомут із адаптером, який імітує вбудоване кріплення для перемикача.
E-typeЦей тип перемикачів не потребують кріплення на сідловій трубі, натомість кріпляться до рами за допомогою пластини, встановленої під диском збоку від чашки каретки і гвинтом прикручуються до рами. Зазвичай такі перемикачі встановлюють на гірські велосипеди, у яких компоненти задньої підвіски не залишають достатньо простору для нормального розташування хомутів перемикача.
DMDDirect-Mount-Derailleur (укр: перемикач прямого кріплення) — цей тип перемикачів запропонований компанією Specialized Bicycles, цей тип перемикач кріпиться безпосередньо до виступів на перах велосипеда. В основному такий тип перемикачів використовуються на двопідвісних гірських велосипедах, де хід підвіски призводить до зміни кута ланцюга, який заходить у рамку переднього перемикача. Якщо використовується тип кріплення DMD, то ланцюг і перемикач рухаються разом, що забезпечує краще перемикання під час активної роботи задньої підвіски. Не варто плутати DMD перемикач з Shimano Direct Mount, які використовують різні системи кріплення. Проте система кріплення переднього перемикача «direct mount» від SRAM сумісна з DMD, а деякі перемикачі E-type від Shimano можна використати з DMD, якщо видалити пластину E-type.

#### Доповнення
Ланцюг може зіскакувати повз найменшу внутрішню зірочку, особливо коли вона дуже маленька (навіть на велосипедах із відрегульованими механізмами для професійних гонок). Тому на ринку з'явилися ланцюгові дефлектори, які мають запобігати такому проскакуванню. Деякі моделі кріпляться на хомутах на сідлову трубу під переднім перемикачем, і є принаймні одна модель, яка кріпиться до кріплення переднього перемикача.

## Використання перемикачів
Перемикачі потребують невеликого руху ланцюга, щоб відбувся перехід від однієї зірочки на іншу. Для цього потрібно, щоб велосипедист продовжував крутити педалі, але були розроблені системи з вільним колесом у системі зірочок, які дозволяли переміщувати ланцюг навіть тоді, коли велосипедист не крутить педалі. У 1980-х роках найбільшої популярності набула система Shimano FFS (Front Freewheel System — Передня система вільного ходу).
Системи, які взаємодіють із ланцюгом, перемикачі у тому числі, працюють краще, якщо хід ланцюга збігається з площиною зірочки, уникаючи найбільше перекошених моментів роботи: велика передня зірка із найбільшою задньою, так і навпаки — мала передня зірка із найменшою позаду. Діагональне розташування ланцюга призводить до швидкого зношування всіх компонентів ходової системи, і не надає жодних переваг від використання зірочок у середньому діапазоні.
Перемикачі передач, зазвичай, мають ефективність близьку до 95 %; що на кілька відсотків більше, ніж інші типи передач.

## Електронні системи перемикання передач
«Електронна система перемикання передач» — це спосіб зміни передач, який дозволяє велосипедисту змінювати швидкості електронними пристроєм, замість звичних важелів механічного керування. Перемикачі підключені дротами або бездротовими підключеннями до акумулятора і невеликого електричного двигуна, який приводить у рух перемикачі. Не зважаючи на те, що електронна система перемикання дорога, вона може економити райдеру час при зміні передач.